# Green Bay
Green Bay es una ciudad ubicada en el condado de Brown en el estado estadounidense de Wisconsin. En el Censo de 2010 tenía una población de 104 057 habitantes y una densidad poblacional de 718,06 personas por km². Es famosa por ser la sede de los Green Bay Packers, equipo de la liga de fútbol americano NFL. Green Bay es, por muy lejos, la ciudad más pequeña de Estados Unidos en contar con un equipo de primera división en la NFL, la MLB, o la NBA, los tres mayores ligas deportivas del país. A pesar de su pequeña ciudad sede, los Packers han ganado 13 títulos de liga, ganando para la ciudad de Green Bay el apodo internacional de "Titletown" (ciudad de títulos deportivos). Green Bay es además la sede del condado de Brown.

## Historia
Green Bay es la ciudad más antigua del estado de Wisconsin pero solo la tercera más grande en población después de Milwaukee y Madison.
Jean Nicolet, explorador francés, llegó a la zona de Green Bay y entró en contacto con los winnebago, habitantes indígenas -hay evidencias arqueológicas de ocupación humana desde hace 7000 años- de la región. Estableció en 1634 un pequeño puesto comercial, siendo el primer europeo en llegar a la zona. Dio nombre al lugar, La Baye o Baie Verte, por el color del agua de la bahía. Sin embargo, por el momento no hubo población europea permanente en el territorio.
En 1671 los jesuitas franceses dirigidos por el Padre Claude Allouez establecieron la misión de San Francisco Javier en Rapides des Peres, a la que seguiría un fuerte en 1717. Establecida como ciudad en 1754, pasó a manos británicas en 1763.
Los franceses no se esforzaron por colonizar el área hasta que ésta pasó a poder británico. En 1765 Charles Langlade y su familia se establecieron como los primeros colonos permanentes de Green Bay, por lo que se le conoce como padre de Wisconsin. Langlade era mitad francés, mitad ottawa. Se le unieron otras familias francocanadienses, como los Grignon, Porlier o Lawes. El primer juez británico del territorio llevaba el apellido francés Reaume. La zona se impregnó de la cultura francocanadiense.
A pesar de la Guerra de Independencia, Green Bay siguió siendo un puesto británico hasta la guerra de 1812. En 1816 se estableció Fort Howard, un fuerte norteamericano que atrajo a colonos de esa nacionalidad, que arrinconaron la cultura francocanadiense.
Green Bay y Fort Howard alcanzaron la categoría municipal de borough en 1838 y 1856 respectivamente. Fort Howard estaba a la orilla izquierda del río Fox, con Green Bay justo en la orilla opuesta. Ambas entidades se consolidaron el 16 de abril de 1895 en la ciudad (city) de Green Bay.
En 1848 Wisconsin alcanzó la condición de estado. La industria maderera superó a la explotación de pieles. En los 1850s llegaron numerosos inmigrantes, sobre todo belgas, aunque también alemanes, escandinavos, irlandeses y holandeses. Venían atraídos por la tierra barata y fértil, y deforestaron terrenos que dedicaron a sus granjas.

En los años 1860 y 1870 hubo un momentáneo surgir de la industria metalúrgica que usaba el carbón de madera como combustible, aunque finalmente sería la industria papelera la dominante en la industrialización local. 

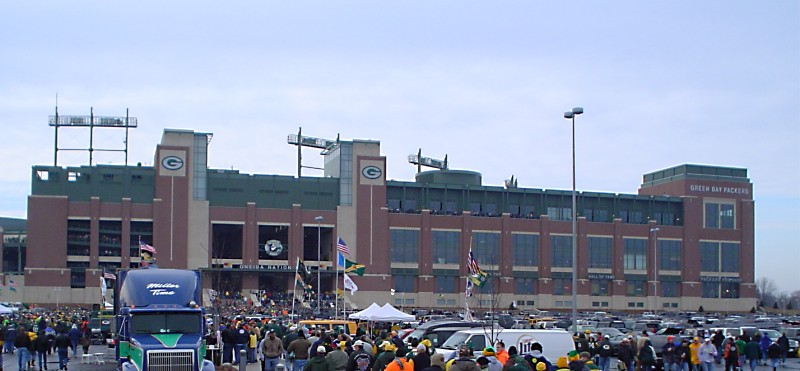
El Lambeau Field es el campo de los Packers.

 También en la década de 1860 llegó el ferrocarril a Green Bay, que completaba la capacidad de transporte de su puerto.
En 1919, con el apoyo de la industria cárnica local, se fundaron los Green Bay Packers, equipo de la liga de fútbol americano que ha dado proyección internacional a la ciudad.

## Geografía
Green Bay se encuentra ubicada en las coordenadas 44°31′14″N 87°59′3″O / 44.52056, -87.98417. Según la Oficina del Censo de los Estados Unidos, Green Bay tiene una superficie total de 144,92 km², de la cual 117,76 km² corresponden a tierra firme y (18,74%) 27,16 km² es agua.
Recibe su nombre de la bahía Verde (en inglés Green Bay), extensión del lago Míchigan entre las penínsulas de Door y superior de Míchigan. Se encuentra en la desembocadura del río Fox, atraviesa la ciudad dividiéndola en dos partes, una al este y otra al oeste. Cuatro puentes comunican ambas orillas.

### Clima
La temperatura media diurna en enero es de -3,6 °C. Durante el verano,  en julio la temperatura media diurna es de 27,2 °C y el tiempo es típicamente húmedo. Los inviernos son largos y las nevadas frecuentes, aunque la presencia del lago Míchigan modera algo la dureza del clima continental que correspondería a la posición y latitud del lugar. La precipitación anual media es de 80 centímetros.
| Parámetros climáticos promedio de Green Bay, Wisconsin (Austin Straubel Int'l), normales 1991–2020, extremos 1886–presente | Parámetros climáticos promedio de Green Bay, Wisconsin (Austin Straubel Int'l), normales 1991–2020, extremos 1886–presente | Parámetros climáticos promedio de Green Bay, Wisconsin (Austin Straubel Int'l), normales 1991–2020, extremos 1886–presente | Parámetros climáticos promedio de Green Bay, Wisconsin (Austin Straubel Int'l), normales 1991–2020, extremos 1886–presente | Parámetros climáticos promedio de Green Bay, Wisconsin (Austin Straubel Int'l), normales 1991–2020, extremos 1886–presente | Parámetros climáticos promedio de Green Bay, Wisconsin (Austin Straubel Int'l), normales 1991–2020, extremos 1886–presente | Parámetros climáticos promedio de Green Bay, Wisconsin (Austin Straubel Int'l), normales 1991–2020, extremos 1886–presente | Parámetros climáticos promedio de Green Bay, Wisconsin (Austin Straubel Int'l), normales 1991–2020, extremos 1886–presente | Parámetros climáticos promedio de Green Bay, Wisconsin (Austin Straubel Int'l), normales 1991–2020, extremos 1886–presente | Parámetros climáticos promedio de Green Bay, Wisconsin (Austin Straubel Int'l), normales 1991–2020, extremos 1886–presente | Parámetros climáticos promedio de Green Bay, Wisconsin (Austin Straubel Int'l), normales 1991–2020, extremos 1886–presente | Parámetros climáticos promedio de Green Bay, Wisconsin (Austin Straubel Int'l), normales 1991–2020, extremos 1886–presente | Parámetros climáticos promedio de Green Bay, Wisconsin (Austin Straubel Int'l), normales 1991–2020, extremos 1886–presente | Parámetros climáticos promedio de Green Bay, Wisconsin (Austin Straubel Int'l), normales 1991–2020, extremos 1886–presente |
| Mes | Ene. | Feb. | Mar. | Abr. | May. | Jun. | Jul. | Ago. | Sep. | Oct. | Nov. | Dic. | Anual |
| --- | --- | --- | --- | --- | --- | --- | --- | --- | --- | --- | --- | --- | --- |
| Temp. máx. abs. (°C) | 13.3 | 18.3 | 27.8 | 31.7 | 37.2 | 38.3 | 40 | 37.8 | 36.1 | 31.1 | 23.9 | 18.3 | 40 |
| Temp. máx. media (°C) | -3.6 | -1.7 | 4.7 | 12.1 | 19.5 | 24.8 | 27.2 | 26.1 | 22.1 | 14.4 | 6.4 | -0.5 | 12.6 |
| Temp. media (°C) | -7.6 | -6.1 | 0.1 | 6.8 | 13.6 | 19.1 | 21.4 | 20.3 | 16.1 | 9.3 | 2.3 | -4.2 | 7.6 |
| Temp. mín. media (°C) | -11.6 | -10.4 | -4.5 | 1.6 | 7.8 | 13.4 | 15.6 | 14.6 | 10.1 | 4.2 | -1.7 | -7.8 | 2.6 |
| Temp. mín. abs. (°C) | -37.8 | -36.1 | -33.9 | -13.9 | -6.1 | 0 | 4.4 | 3.3 | -4.4 | -13.3 | -24.4 | -32.8 | -37.8 |
| Precipitación total (mm)                                                                                                   | 35.3 | 30.5 | 49.8 | 76.2 | 85.1 | 104.1 | 91.9 | 86.1 | 81.3 | 67.8 | 50.3 | 44.5 | 802.9 |
| Nevadas (cm) | 36.3 | 30.5 | 20.6 | 11.9 | 0 | 0 | 0 | 0 | 0 | 0.8 | 7.9 | 33.3 | 141.2 |
| Días de precipitaciones (≥ 0.2 mm)                                                                                         | 10.8 | 8.9 | 10.4 | 11.7 | 12.4 | 11.1 | 10.7 | 10.2 | 9.7 | 10.4 | 9.6 | 10.5 | 126.4 |
| Días de nevadas (≥ 0.2 cm)                                                                                                 | 10.3 | 8.4 | 6.3 | 2.9 | 0.1 | 0.0 | 0.0 | 0.0 | 0.0 | 0.4 | 3.5 | 8.9 | 40.8 |
| Horas de sol | 146.7 | 159.8 | 198.6 | 222.1 | 285.1 | 302.8 | 314.5 | 278.7 | 205.2 | 158.0 | 107.4 | 112.3 | 2491.2 |
| Humedad relativa (%) | 74.0 | 73.5 | 72.8 | 67.0 | 65.9 | 68.9 | 71.3 | 75.1 | 76.5 | 74.4 | 76.9 | 77.3 | 72.8 |
| Fuente: NOAA (humedad y horas de sol 1961–1990)                                                                            | | | | | | | | | | | | | |

## Demografía
Según el censo de 2010, había 104 057 personas residiendo en Green Bay. La densidad de población era de 718,06 hab./km². De los 104 057 habitantes, Green Bay estaba compuesto por el 77,91% blancos, el 3,55% eran afroamericanos, el 4,08% eran amerindios, el 4,05% eran asiáticos, el 0,06% eran isleños del Pacífico, el 7,25% eran de otras razas y el 3,11% pertenecían a dos o más razas. Del total de la población el 13,35% eran hispanos o latinos de cualquier raza.

## Administración
La ciudad se administra mediante un alcalde (mayor) elegido cada cuatro años, y un concejo (Common Council) de doce miembros (alderpersons) elegidos cada dos años sobre la base de uno por cada uno de los doce distritos electorales municipales.

## Economía
Los tres sectores laborales más importantes son la industria papelera, el transporte y la sanidad. Estas dos últimas, junto con los seguros y el turismo son las actividades con mayor crecimiento.
Los principales bienes producidos son: papel y productos de papel, queso y productos lácteos, madera y productos de madera, maquinaria para la industria papelera, ropa, mobiliario de acero, piezas para automóviles, guantes, fertilizantes, productos de fundición.
Green Bay es el centro del comercio minorista para un amplio territorio del noreste de Wisconsin y la península superior de Míchigan.
La temporada de apertura a la navegación del puerto de Green Bay se extiende de abril a diciembre.
El aeropuerto de Green Bay, Austin Straubel International recibe más de cincuenta conexiones diarias.

## Galería

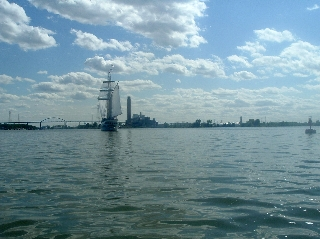
Bahía de Green Bay
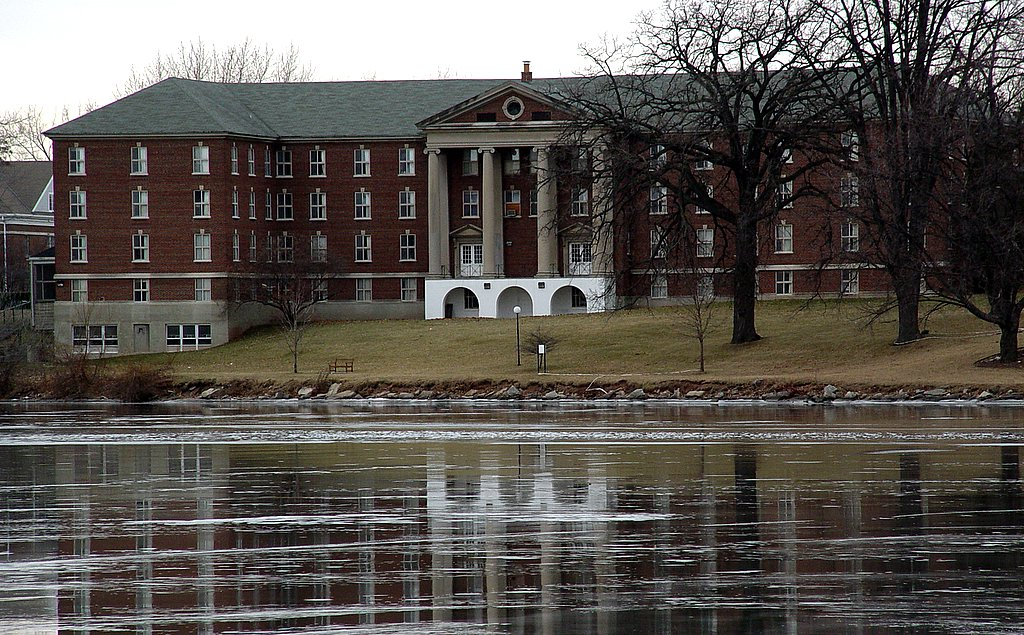
Burke Hall, St. Norbert College en De Pere, Wisconsin
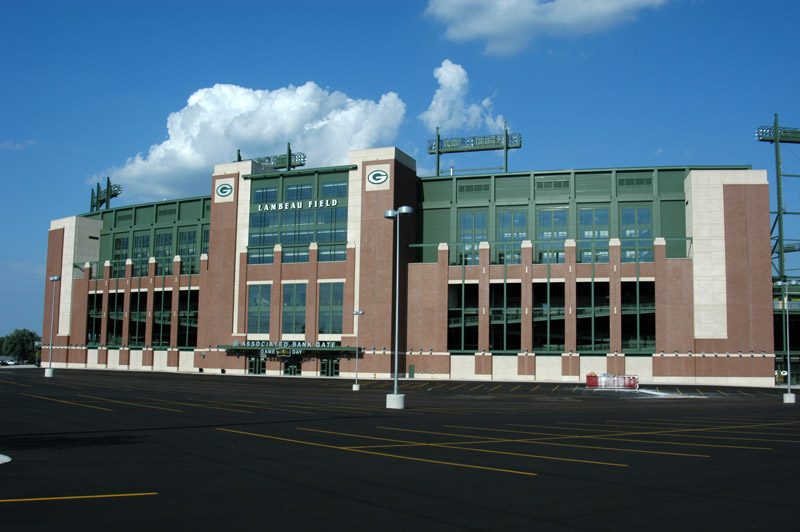
Lambeau Field, estadio de los Green Bay Packers